# Wadim Berestowski
Wadim Berestowski (ur. 25 grudnia 1917 w Grodnie, zm. 24 grudnia 1992 w Łodzi) – polski reżyser filmowy, m.in. twórca filmów dla dzieci. Absolwent Wydziału Reżyserii PWSF w Łodzi (1950, dyplom 1975). W 1964 rozpoczął współpracę z SMFF w Łodzi. Napisał też książkę Krótka historia filmu dla dzieci (wyd. w NRD).

## Filmografia (wybór)
- 1950: Dwie brygady – reżyseria
- 1956: Tajemnica dzikiego szybu – reżyseria
- 1958: Rancho Texas – reżyseria, scenariusz
- 1961: Bitwa o Kozi Dwór – reżyseria
- 1963: Weekendy – reżyseria,
- 1964: Tomek i pies – reżyseria, scenariusz
- 1966: Z przygodą na ty – reżyseria
- 1967: Pamiątka z Polski – reżyseria, scenariusz
- 1968: Dzieci z naszej szkoły – reżyseria, scenariusz
- 1970: Dziura w ziemi jako Tomaszewski
- 1970: Urszula – reżyseria, scenariusz
- 1971: Jagoda w mieście – reżyseria, scenariusz
- 1973: Wakacje z wujkiem Robertem – reżyseria, scenariusz
- 1974: Żelazny garnek – reżyseria, scenariusz
- 1975: Pierwsza orka – reżyseria, scenariusz
- 1976: Motylem jestem, czyli romans 40-latka jako barman Edward
- 1976: Najpiękniejszy na świecie – reżyseria, scenariusz
- 1976: Wojtek – reżyseria, scenariusz
- 1977: Na dworze króla Tuszynka – reżyseria, scenariusz
- 1978: Ballada o niepokonanym Jasiu – reżyseria, scenariusz
- 1980: Indyk na dachu – reżyseria, scenariusz
- 1981-1983: Leśne skrzaty i kaczorek Feluś – reżyseria, scenariusz
- 1983: Żadne czary, żadne mary – reżyseria
- 1986: Władysław Starewicz – realizacja
- 1988: Lalki Władysława Starewicza – realizacja, scenariusz
- 1989: Kaczorek Feluś – reżyseria, scenariusz

## Nagrody
- 1950: Nagroda za najlepszy film eksperymentalny dla filmu Dwie brygady (zrealizowany wspólnie z Januszem Nasfeterem, Markiem Nowakowskim, Jerzym Popiołkiem, Marią Olejniczak, Silikiem Sternfeldem) na V Międzynarodowym Festiwalu Filmowym w Karlowych Warach
- 1981: nagroda prezesa rady ministrów za twórczość artystyczną dla dzieci i młodzieży
- 1988: Nagroda DKF „Kinematograf” w Krakowie dla najlepszego filmu o filmie – nagroda za film Władysław Starewicz na XV Przeglądzie Filmów o Sztuce w Zakopanem
- 1988: Nagroda Przewodniczącego Kinematografii za twórczość filmową w dziedzinie filmu animowanego
- 1989: Nagroda Główna w kategorii filmów użytkowych za film Lalki Władysława Starewicza na I Biennale Filmu Animowanego w Bielsku-Białej

## Linki zewnętrzne

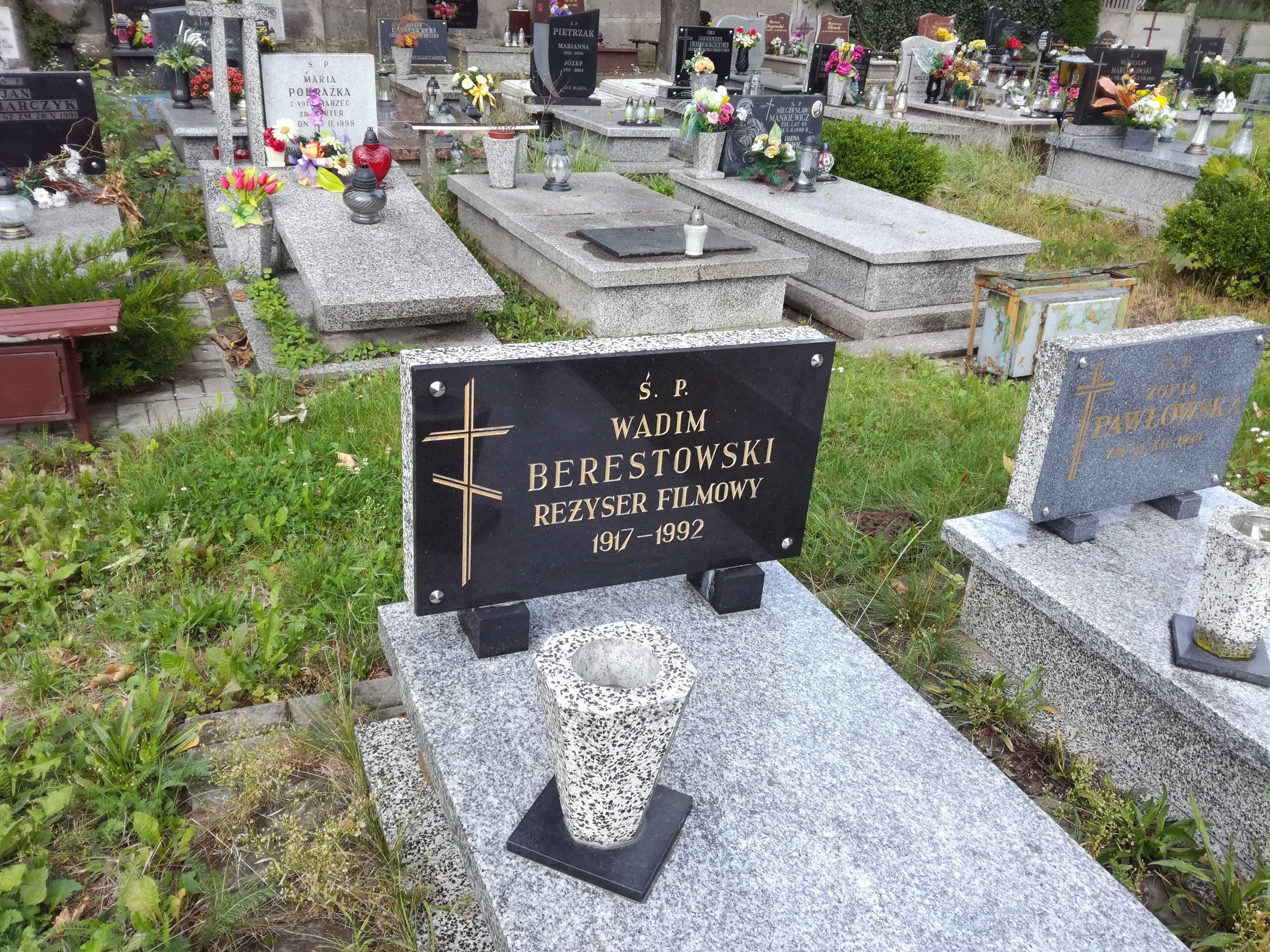
Grób Wadima Berestowskiego na cmentarzu prawosławnym pw. św. Aleksandra Newskiego w Łodzi na Dołach